# أكسيد النيتروجين
أكسيد النيتروجين هو مصطلح عام يمكن استخدامه للإشارة إلى أي من هذه الأكاسيد، أكاسيد النيتروجين(مركبات الأكسجين مع النيتروجين)، أو خليط من عدة أكاسيد النيتروجين:
اما بالنسبة لاضرارها فهي من ملوثات الهواء، وتنتج من احتراق الوقود في درجات عاليه مسببه التهاب العيون والمسالك التنفسيه وحساسيه الرئة. كما ان لها تاثيرا مدمرا على النباتات حيث تقلل نموها، وتؤدي إلى تساقط اوراقها.

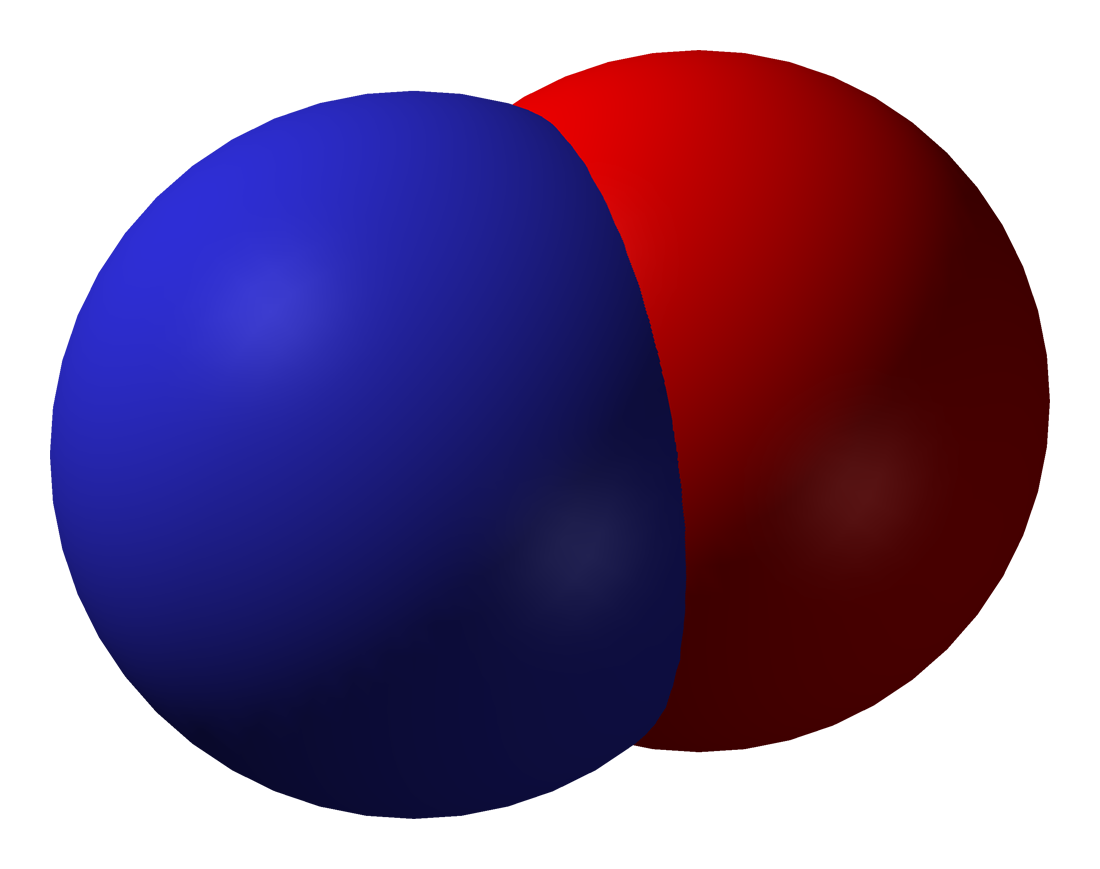
أكسيد النيتريك.
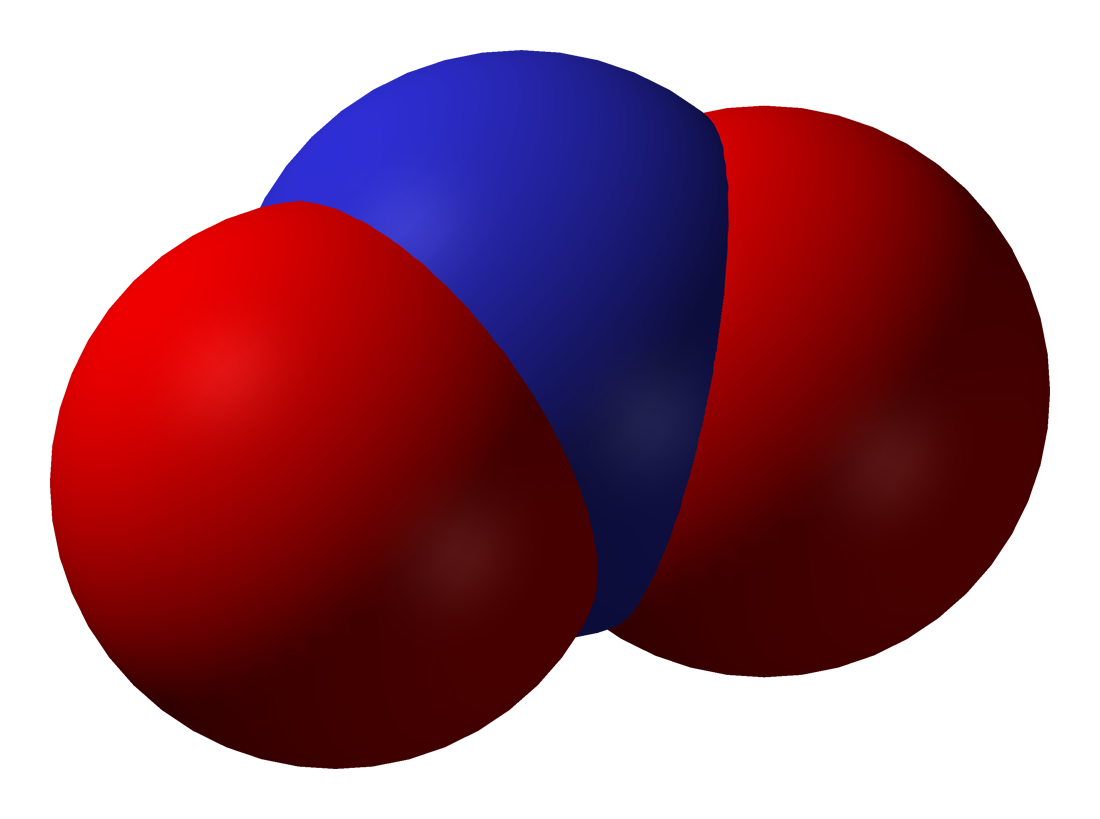
ثانى أكسيد النتروجين.
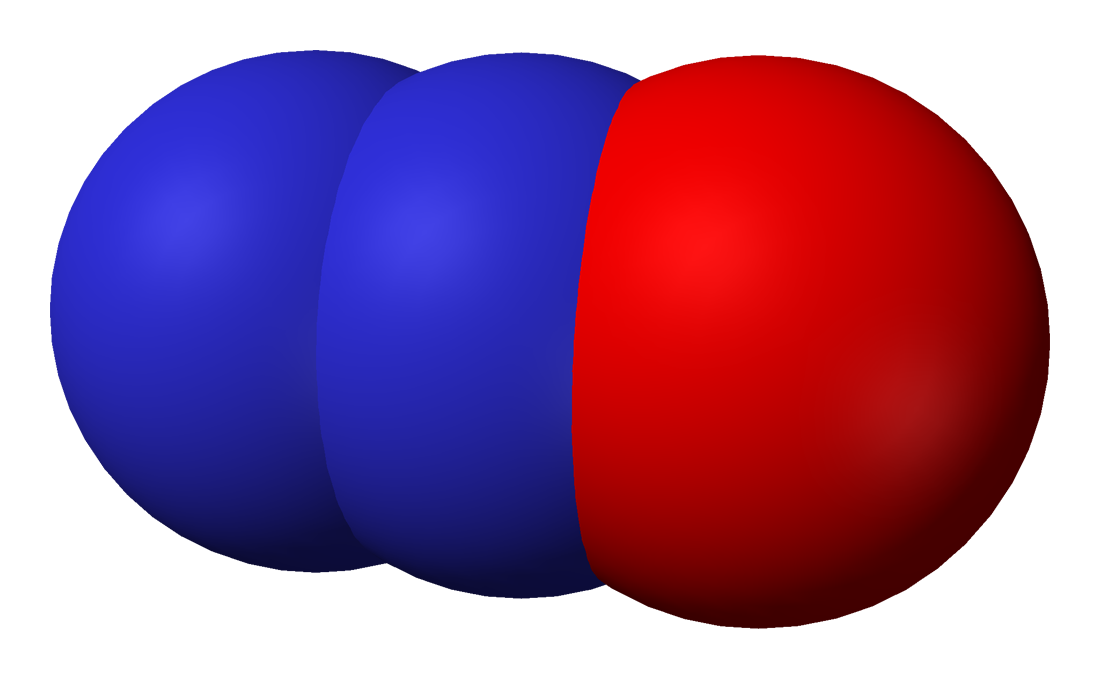
أكسيد النيتروز.
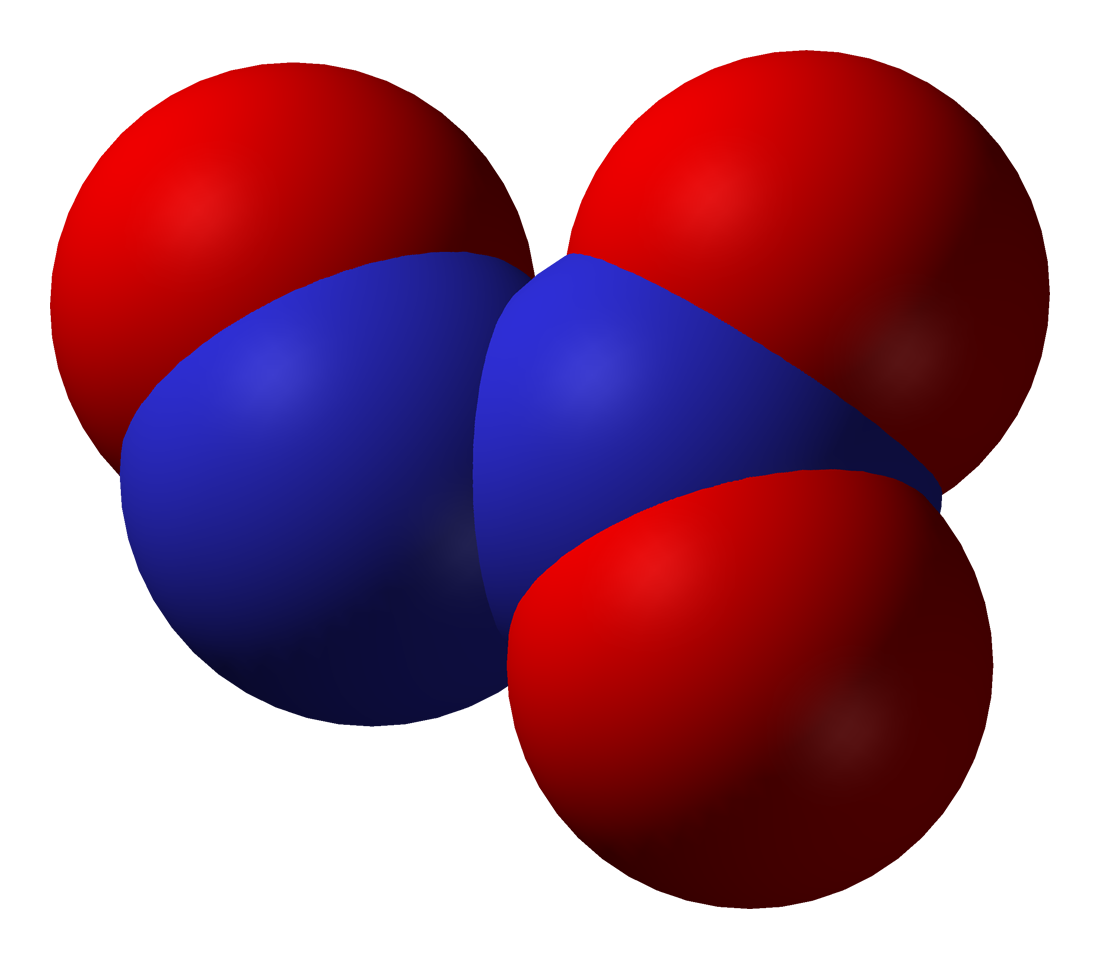
ثلاثي أكسيد ثنائي النتروجين.
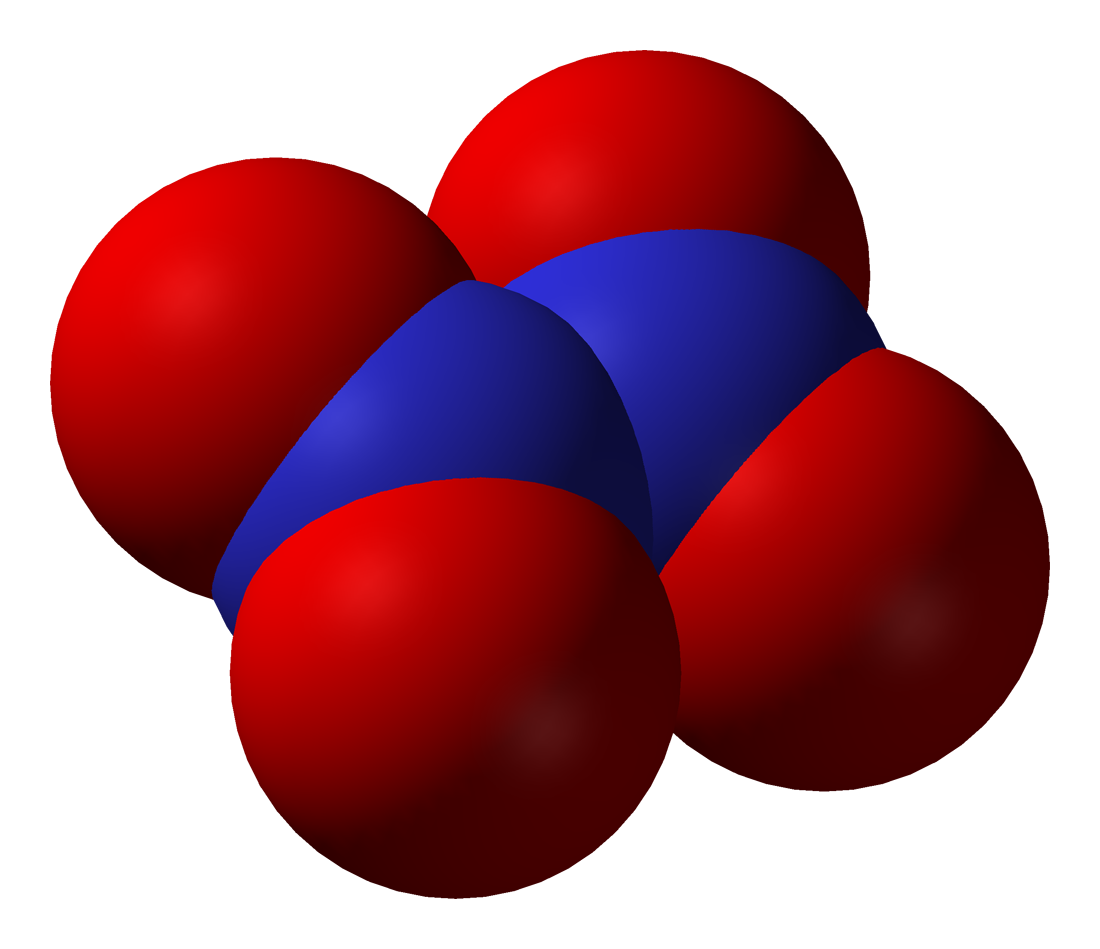
رباعي أكسيد ثنائي النتروجين.
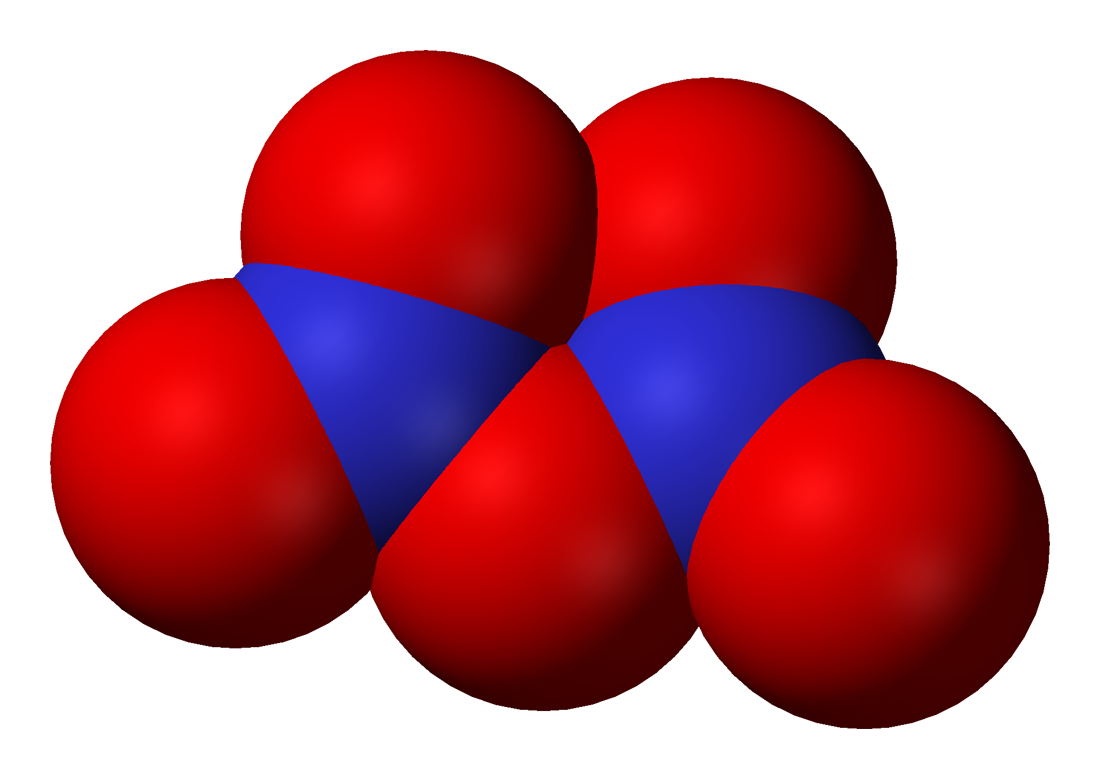
خماسي أكسيد ثنائي النتروجين.

- ثاني أكسيد النيتروجين, NO2
- أكسيد النيتروز, N2O
- ثلاثي أكسيد ثنائي النتروجين, N2O3
- رباعي أكسيد ثنائي النيتروجين, N2O4
- خماسي أكسيد ثنائي النيتروجين, N2O5